# Танјуг
Танјуг (акроним назива Телеграфска агенција нове Југославије; понекад стилизовано ТАНЈУГ) било је јавно предузеће са седиштем у Београду, које је званично престало да постоји у марту 2021. године. Од тада је приватно предузеће Танјуг Тачно стекло права на коришћење права интелектуалне својине и жигова бивше агенције.
Танјуг је током Другог светског рата била партизанска новинска агенција. После рата, Танјуг је био новинска агенција Демократске Федеративне Југославије, Федеративне Народне Републике Југославије и Социјалистичке Федеративне Републике Југославије. После распада СФРЈ, од 1992. године Танјуг је био новинска агенција Савезне Републике Југославије, од 2003. новинска агенција Државне заједнице Србија и Црна Гора, а од 2006. године национална новинска агенција Републике Србије.
31. октобра 2015. године престао је да важи Закон о јавном предузећу Новинска агенција Танјуг, а Влада Републике Србије је 3. новембра 2015. године донела Одлуку о правним последицама престанка рада Новинске агенције Танјуг, којом се констатује престанак рада агенције. Ипак ова одлука није до краја имплементирана све до 9. марта 2021. када је коначно угашена.

## Оснивање
Основан је од стране Комунистичка партије Југославије 5. новембра 1943. године у Јајцу у Босни и Херцеговини са намером да пропагандно информише о борби партизана у Другом светском рату коју су водили комунисти под вођством Јосипа Броза. Оснивач и кум Танјуга је комуниста Моше Пијаде, а први директор је био Владислав С. Рибникар. Иако је главна намена Танјуга била обавештавање светске јавности, он није могао одмах, због недостатка техничких средстава, да емитује вести за иностранство. Тек месец дана по осниванју, када је набављена нешто боља опрема, Танјуг је могао да пошаље у етер прве вести. Танјуг је неколико дана послије оснивања почео да издаје први билтен дневних вести из земље и иностранства. У овом билтену редовно су објављивани извештаји Врховн ог штаба о ратним операцијама, затим вести из земље добијене од војних јединица и органа народних власти, вести из иностранства ухваћене у прислушно-стенографској служби и чланци о домаћим и иностраним догађајима.
Имену Танјуг, претходило је неколико предлога скраћеница, међу којима:
- Тасјуг (Телеграфска агенција слободна Југославија),
- Нотасјуг или Нотанјуг (Новинска телеграфска агенција слободне Југославије), па и
- Тенаној (Телеграфска новинска агенција нова Југославија).[8]

Танјуг је почео свој рад са заплењеним предајником, расклиматаном машином за умножавање (гештетнером) и једном писаћом машином. У првим годинама узор им је био совјетски ТАСС, да би, касније, по објављивању резолуције Информбироа 1948. године, ослободили утицаја СССР-а и ослонили само на сопствене снаге.

## Новинска агенција
У Танјугу су уведени телепринтери 1947. године, који су заменили телеграф, а први модеран радио-принтер уведен је 1957. године. Танјуг је поред централе у Београду након Другог светског рата, имао и пријемни центар најпре у Батајници, а потом у Овчи и отпремни центар у Макишу, оба са моћним антенским пољима. Оба центра су напуштена, због појаве нових технологија. Крајем 1985. године Танјуг је компјутеризован набавком великог централног рачунара Honeywell и терминала Megadata. Данас новинари и читава агенција раде на савременим компјутерима.
Најзначајнији новинарски производ Танјуга је Генерални сервис, који обавештава домаћу јавност о најзначајнијим збивањима у земљи и свету, а светску јавност о догађајима у Србији. Танјуг је национална, али и комерцијална агенција, јер већи део прихода остварује на тржишту, од новинских и РТВ кућа. Раније је Савезно извршно веће СФРЈ, Савезна влада СРЈ, Савет министара СЦГ, а сада Влада Србије, субвенционира Емисију за иностранство и емитовање разних саопштења, што чини нешто мање од трећине Танјугових прихода. Клијенти Танјуга су, поред медија и државних установа, привредне и банкарске институције.